# Étienne Pivert de Senancour

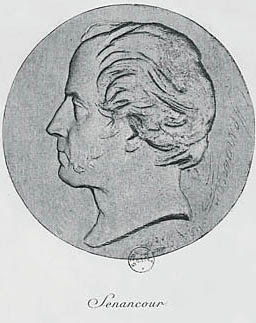
Étienne Pivert de Senancour

Étienne Jean-Baptiste Pivert de Senancour (Parijs, 16 november 1770 – Saint-Cloud, 10 januari 1846) was een Frans schrijver.

## Levensloop
Senancour kende een vrij ongelukkige jeugd als zoon van twee ouders die het niet met elkaar konden vinden en vaak ruzies hadden. Hij ging eerst op pension in Fontaine bij een priester en liep vanaf 1785 school aan het college van La Marche te Parijs, naar de wil van zijn vader (Claude-Laurent Pivert), die hem voorbestemde voor een leven als priester. Senancour, die tijdens zijn middelbare studies steeds minder het priesterschap toegenegen was, ontsnapte echter uit het college – met toestemming van zijn moeder – en vluchtte op 14 augustus 1789 naar Zwitserland. Daar stond hij oog in oog met de schoonheid van de Alpen die op hem een grote indruk zou nalaten en later in zijn werk Obermann echo zou krijgen.
Op 13 september 1790 huwde hij Marie-Franoise Daguet, een meisje dat hij in Zwitserland had leren kennen. Zij installeerden zich in Fribourg, dicht bij de familie Daguet. In 1791 werd een dochtertje, Eulalie, geboren en in 1793 een zoon, Floran-Julien. Het huwelijk was echter geen succes, daar Senancour vaak ruzies had met zijn vrouw en schoonfamilie.
In 1794 keerde Senancour, die slecht met zijn vrouw kon opschieten, alleen terug naar Parijs, waar hij geruïneerd werd door de devaluatie van de assignaten. Tijdens deze periode leefde hij al zwervend van kasteel tot kasteel. Hij publiceerde Aldomen ou le bonheur dans l’obscurité en werd uiteindelijk, in 1798, onder bescherming genomen door de uitgever Layeux.
Na een kort verblijf in Zwitserland bij zijn echtgenote, die in de tussentijd een buitenechtelijk kind had gebaard, publiceerde hij in 1804 zijn roman Obermann, die aanvankelijk geen succes kende. Zijn volgende uitgave, De l’amour, in 1806 was eveneens een mislukking. Zijn broodwinning werd veilig gesteld door zijn journalistieke bijdragen, die hem in staat stelden alleen te wonen samen met zijn dochter in Fontainebleau, nadat zijn echtgenote was overleden in 1806. Tijdens deze periode werkte hij ook mee aan het tijdschrift Mercure de France, dat hem in contact bracht met enkele grote namen uit de periode, waaronder Sébastien Mercier en Charles Nodier.
Het was pas op oudere leeftijd dat hij door de romantici werd opgemerkt en dat men interesse kreeg voor zijn roman Obermann (waarvan in de tweede uitgave het voorwoord geschreven was door Sainte-Beuve en in de derde door George Sand). Deze aandacht gaf hem op het einde van zijn leven nog een beetje beroemdheid en zorgde er ook voor dat er een pensioen voor hem werd geregeld door minister Adolphe Thiers.

## Literaire betekenis
Senancour was een schrijver uit de romantische traditie. Zijn roman Obermann past perfect in de romantische traditie en herneemt enkele van de grote thema’s en motieven die men ook in andere romantische werken aantreft.
Obermann is een typisch voorbeeld van de introspectieve roman, de roman intime, van het begin van de negentiende eeuw. De roman ging vrij onopgemerkt aan het publiek voorbij tot Sainte-Beuve er een lovend artikel over schreef in het overlijdensjaar van de auteur.
Obermann is een briefroman, bestaande uit 91 brieven, beïnvloed door het rousseauisme en het werk La Nouvelle Héloïse. De 91 brieven in het werk zijn geschreven aan een van zijn vrienden door het hoofdpersonage, Obermann. De roman heeft geen echte verhaallijn, maar is meer een soort dagboek, een aaneenschakeling van ontboezemingen van een gevoelig en melancholisch hoofdpersonage dat op zoek is naar het ideaal op vlak van moraal en passie.
Dit werk heeft ook een autobiografisch karakter, aangezien in Obermann veel van Senancour zelf terug te vinden is.
Deze roman past perfect in de terugkeer naar het “ik” zoals we die in de Romantiek terugvinden. Obermann ligt duidelijk met zijn gevoelens in de knoop en lijdt aan een soort existentiële twijfel, die door Chateaubriand is samengevat in de uitdrukking mal du siècle. Het hoofdpersonage onderzoekt zijn gevoelens (introspectie) en vraagt zich af wat zijn rol in de wereld is en waartoe zijn leven dient.
Obermann zal ook andere romantische kunstenaars inspireren. De reddeloosheid van Obermann, zijn zoektocht naar een ideaal en zijn spleen vinden we terug bij Sainte-Beuve (Volupté), George Sand (Lélia) en Balzac (Les Illusions perdues en Peau de Chagrin). Franz Liszt zal, op aanraden van Sand, twee stukken voor piano uit Les années de pèlerinage aan Obermann wijden. De Spaanse schrijver Miguel de Unamuno werd sterk beïnvloed door Obermann en noemde het 'ontzagwekkend' en 'geweldig'.

## Citaten
- 'Je puis faire ce que je veux, mais le malheur est que je ne vois pas bien ce que je dois faire.' (Obermann) (Vert. : Ik kan doen wat ik wil, maar het ongeluk is dat ik niet goed zie wat ik moet doen.)

- 'L'amour est immense, il n'est pas infini.' (Obermann) (Vert. : De liefde is immens groot, zij is niet oneindig.)
- 'Si je n'ai point sur moi-même le droit de mort, qui l'a donné à la société ?' (Obermann) (Vert. : Als ik voor mezelf het recht op de dood niet heb, wie heeft dat recht dan aan de maatschappij gegeven ?)
- 'Vivre, c'est espérer et attendre.' (Vert. : Leven, dat is hopen en wachten.)

## Werken
- Les Premiers Ages. Incertitudes humaines (1793)
- Aldomen ou le bonheur dans l’obscurité (1795)
- Rêveries sur la nature primitive de l’homme (1799)
- Oberman (1804) (later geschreven als Obermann)
- De l’amour (1806)
- Valombré (1807)
- Lettre d’un habitant des Vosges sur MM. Buonaparte, de Chateaubriand, Grégoire, Barruel (1814)
- Observations critiques sur l’ouvrage intitulé " Génie du christianisme ", suivies de réflexions sur les écrits de Monsieur de Bonald (1816)
- Résumé de l’histoire de la Chine (1824)
- Résumé de l’histoire des traditions morales et religieuses (1825)